# Kriobiologia

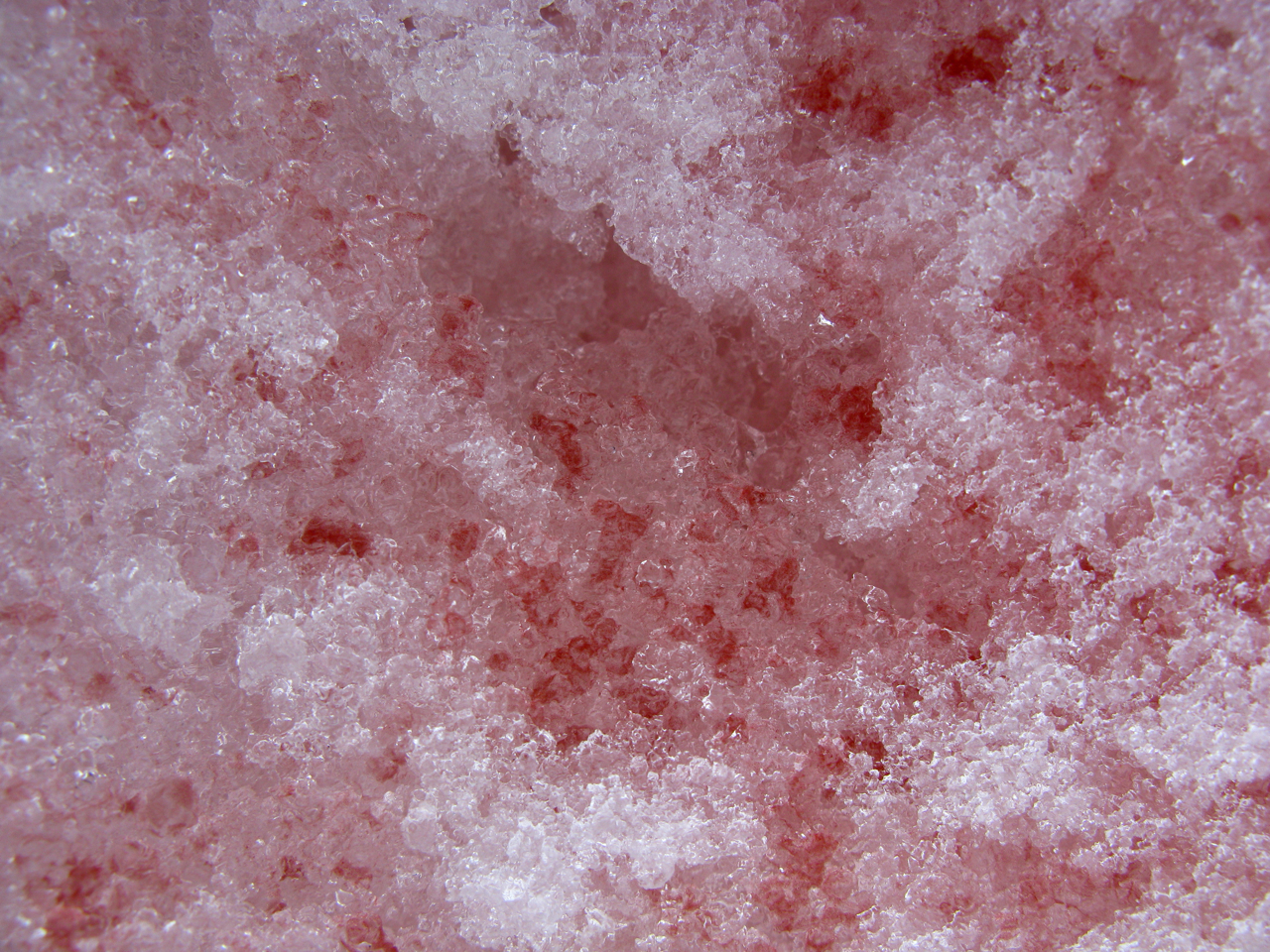
Czerwony śnieg w Antarktyce, zjawisko to spowodowane jest występowaniem tu zawłotni śnieżnej – gatunku glonu odpornego na niską temperaturę.

Kriobiologia (krio "zimno" + łac. bíos "życie", lógos "nauka") – nauka zajmująca się badaniem wpływu niskich temperatur (rzędu nawet do −269 °C) na organizmy. W takich warunkach następuje zwolnienie (czasem znaczne) procesów życiowych. Kriobiologia skupia się głównie na badaniu oddziaływania chłodu na fizjologię, morfologię i anatomię organizmów.
Inspiracją dla rozwoju tej nauki może być to, iż wiele organizmów jest odpornych na bardzo niskie temperatury i żyje na śniegu i lodowcach, np. niektóre glony (zawłotnia śnieżna, rafidoneria tatrzańska), grzyby mikroskopijne z rodzaju Chionoster czy niektóre zwierzęta (owady, wrotki i nicienie).
Kriobiologia znajduje szerokie zastosowanie w medycynie (zamrażanie szpiku kostnego lub innych tkanek do przeszczepu) i weterynarii (magazynowanie nasienia buhajów w celu późniejszego sztucznego unasienienia). Wykorzystywany do tych celów materiał biologiczny przechowywany jest w specjalnych płynach, które zapobiegają tworzeniu się kryształków lodu.